# 1. deild islandzka w piłce nożnej (1972)
Sezon 1972 był 61. sezonem o mistrzostwo Islandii. Drużyna Keflavík nie obroniła tytułu mistrzowskiego, zdobył go natomiast zespół Fram, zdobywając dwadzieścia dwa punkty w czternastu meczach. Po sezonie spadł zajmujący ostatnie miejsce zespół Víkingur Reykjavík.

## Drużyny
Po sezonie 1971 z ligi spadł zespół ÍBA Akureyri, z 2. deild awansowała natomiast drużyna Víkingur Reykjavík.
| Uczestnicy poprzedniej edycji                                                                                 | Uczestnicy poprzedniej edycji | Uczestnicy poprzedniej edycji | Uczestnicy poprzedniej edycji |
| --- | ----------------------------- | ----------------------------- | ----------------------------- |
| ÍBK | Keflavík                      | 1                             |                               |
| ÍBV | ÍB Vestmannaeyja              | 2                             |                               |
| FRA | Fram                          | 3                             |                               |
| ÍA | Akraness                      | 4                             |                               |
| VAL | Valur                         | 5                             |                               |
| KRE | KR                            | 6                             |                               |
| BRE | Breiðablik                    | 7                             |                               |
| Awans z 2. deild                                                                                              |                               |                               |                               |
| VÍR | Víkingur Reykjavík            | 1                             |                               |
| Oznaczenia: - kolumna pierwsza – skróty nazw drużyn, - kolumna trzecia – miejsce zajęte w poprzednim sezonie. |                               |                               |                               |

## Tabela
| Lp. | Drużyna                | M  | Z | R | P  | Bramki | Bramki | Różn. | Pkt | Uwagi                                    |
| --- | ---------------------- | -- | - | - | -- | ------ | ------ | ----- | --- | ---------------------------------------- |
| 1   | Fram (M)               | 14 | 8 | 6 | 0  | 32     | 17     | +15   | 22  | Puchar Europy • I runda                  |
| 2   | ÍB Vestmannaeyja       | 14 | 7 | 4 | 3  | 37     | 22     | +15   | 18  | Puchar Zdobywców Pucharów • 1/16 finału1 |
| 3   | Keflavík               | 14 | 5 | 5 | 4  | 26     | 24     | +2    | 15  | Puchar UEFA • 1/32 finału                |
| 4   | Akraness               | 14 | 7 | 1 | 6  | 24     | 22     | +2    | 15  |                                          |
| 5   | Valur                  | 14 | 3 | 7 | 4  | 20     | 22     | −2    | 13  |                                          |
| 6   | Breiðablik             | 14 | 5 | 3 | 6  | 16     | 24     | −8    | 13  |                                          |
| 7   | KR                     | 14 | 4 | 2 | 8  | 17     | 26     | −9    | 10  |                                          |
| 8   | Víkingur Reykjavík (S) | 14 | 2 | 2 | 10 | 8      | 23     | −15   | 6   | Spadek do 2. deild                       |

## Wyniki
| Gospodarz \ Gość   | ÍA  | BRE | FRA | KRE | ÍBK | VAL | ÍBV | VÍR |
| Akraness           |     | 3:0 | 2:3 | 3:2 | 1:3 | 3:0 | 1:4 | 3:0 |
| Breiðablik         | 0:3 |     | 0:1 | 0:3 | 0:0 | 2:2 | 2:5 | 1:0 |
| Fram               | 3:0 | 3:1 |     | 4:0 | 1:1 | 1:1 | 2:0 | 3:3 |
| KR                 | 0:2 | 0:0 | 2:2 |     | 1:3 | 2:3 | 0:4 | 1:0 |
| Keflavík           | 2:0 | 3:4 | 2:3 | 2:1 |     | 3:3 | 3:3 | 0:0 |
| Valur              | 2:2 | 0:1 | 1:1 | 1:2 | 0:3 |     | 0:0 | 2:1 |
| ÍB Vestmannaeyja   | 2:3 | 2:3 | 4:4 | 2:1 | 6:1 | 1:1 |     | 2:0 |
| Víkingur Reykjavík | 0:1 | 2:1 | 0:1 | 0:2 | 1:0 | 0:4 | 1:2 |     |

Źródło:  (ang.)
Objaśnienia:
1Drużyna gospodarzy jest wymieniona po lewej stronie tabeli.
Kolory: zielony – zwycięstwo gospodarzy, żółty – remis, różowy – zwycięstwo gości.

## Baraż o Puchar UEFA
Z uwagi na równą liczbę punktów o przyznaniu miejsca w Pucharze UEFA zadecydował dodatkowy mecz pomiędzy trzecią i czwartą drużyną w tabeli. Spotkanie wygrał zespół z Keflavíku, zapewniając sobie tym samym miejsce w 1/32 finału Pucharu UEFA w sezonie 1973/74.
| maj 1973 | Keflavík | 3:2Raport | Akraness |  |
|          |          |           |          |  |

## Najlepsi strzelcy
| Bramki | Strzelcy              | Drużyna          |
| ------ | --------------------- | ---------------- |
| 15     | Tómas Pálsson         | ÍB Vestmannaeyja |
| 11     | Eyleifur Hafsteinsson | Akraness         |
| 11     | Ingi Björn Albertsson | Valur            |
| 9      | Steinar Jóhannsson    | Keflavík         |
| 8      | Erlendur Magnússon    | Fram             |
| 8      | Atli Þór Héðinsson    | KR               |
| 7      | Kristinn Jörundsson   | Fram             |
| 7      | Marteinn Geirsson     | Fram             |
| 7      | Teitur Þórðarson      | Akraness         |
| 7      | Örn Óskarsson         | ÍB Vestmannaeyja |
| 6      | Hörður Ragnarsson     | Keflavík         |